# Partito Liberale (Brasile 2006)
Il Partito Liberale (in portoghese Partido Liberal, PL), denominato fino al 2019 Partito della Repubblica (in portoghese Partido da Republica, PR), è un partito politico brasiliano. Il Partito Liberale appartiene al centrão, un gruppo informale di partiti politici che monetizzavano il loro sostegno in cambio di posizioni importanti per i loro membri o di sovvenzioni per le roccaforti elettorali dei loro eletti.

## Storia
Il PR è nato nel dicembre 2006 dalla fusione tra il Partito Liberale, centrista, ed il Partito della Ricostruzione dell'Ordine Nazionale, nazional-conservatore. Alle elezioni politiche del 2010 il PR ha ottenuto il 7,6% dei voti e 41 seggi, contro il 5,7% dei voti e i 25 seggi che il PL e il PRON avevano complessivamente ottenuto nel 2006.
Con 43 deputati e 4 senatori dopo le elezioni del 2018, il Partito Liberale sostiene il presidente Jair Bolsonaro.
Jair Bolsonaro ha annunciato nel novembre 2021 la sua adesione al Partito Liberale per la sua candidatura alle elezioni presidenziali del 2022.

## Controversie
I leader del Partito Liberale sono spesso implicati in casi di corruzione. Il suo presidente, Valdemar Costa Neto, è stato condannato per corruzione e riciclaggio di denaro nello scandalo del mensalão. Il vicepresidente del partito, Carlos 'Bispo' Rodrigues, l'ex ministro dei trasporti Anderson Adauto e l'ex tesoriere del partito Jacinto Lodos, così come diversi deputati e consiglieri, sono stati anche accusati nel caso.
Il Partito Liberale ha causato polemiche nel 2020 nominando un attivista apertamente neonazista come candidato per le elezioni comunali di Pomerode.

## Loghi

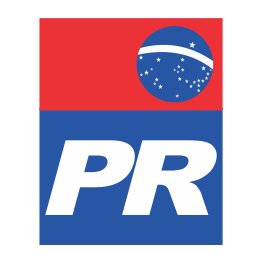
Logo (2006-2019)
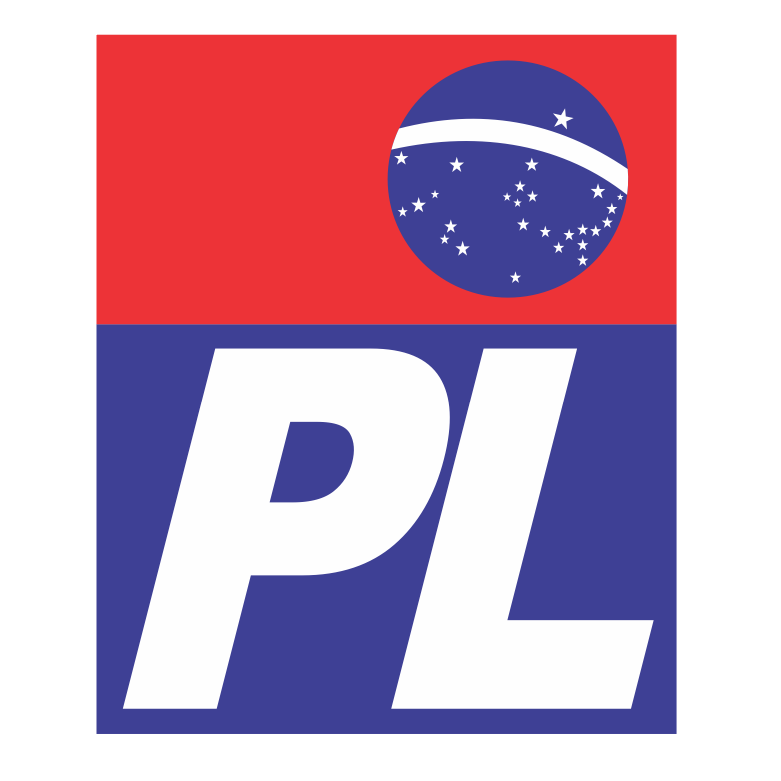
Logo (2019-2022)
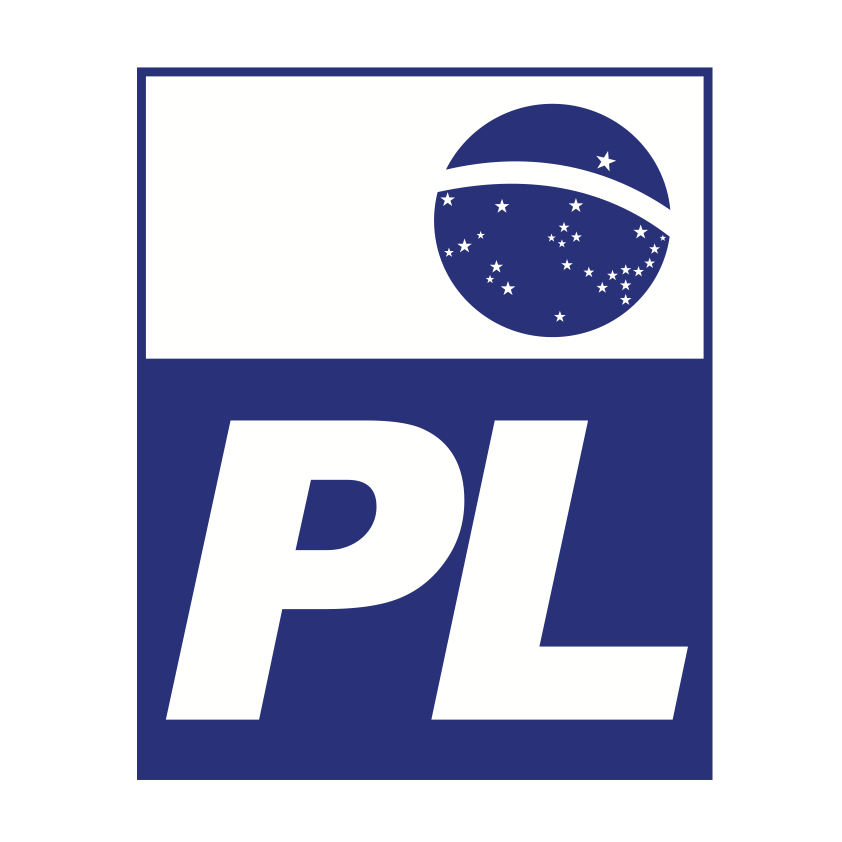
Logo della campagna elettorale del 2022
Logo (dal 2023)